# Dunakiliti–doborgazi gyalogos-kerékpáros híd
A Dunakiliti–doborgazi gyalogos–kerékpáros híd egy tervezett híd a Duna fölött a magyarországi Dunakiliti és a szlovákiai Doborgaz között.

## Története
2025 májusában miniszterelnöki szintű megállapodás született Magyarország és Szlovákia között a határátkelési lehetőségek bővítéséről, ezen belül többek között a Dunakiliti–doborgazi gyalogos–kerékpáros híd megtervezéséről.